# Apamea splendida
Apamea splendida är en fjärilsart som beskrevs av Hans Reisser 1935. Apamea splendida ingår i släktet Apamea och familjen nattflyn. Inga underarter finns listade i Catalogue of Life.